# South Baptiste
South Baptiste est un village d'été (summer village) du Comté d'Athabasca, situé dans la province canadienne d'Alberta.

## Démographie
En tant que localité désignée dans le recensement de 2011, South Baptiste a une population de 52 habitants dans 26 de ses 74 logements, soit une variation de -24,6 % avec la population de 2006. Avec une superficie de 1,047 7 km2, le village d'été possède une densité de population de 49,632 5 hab/km2 en 2011.
Concernant le recensement de 2006, South Baptiste abritait 69 habitants dans 30 de ses 74 logements. Avec une superficie de 1,047 7 km2, South Baptiste possédait une densité de population de 65,9 hab/km2 en 2006.
| 2001 | 2006 | 2011 | 2016 |
| ---- | ---- | ---- | ---- |
| 44   | 69   | 52   | 66   |